# Lukas Thommen
Lukas Thommen (* 23. Mai 1958 in Basel) ist ein Schweizer Althistoriker.
Lukas Thommen studierte Geschichte, Klassische Archäologie und Kunstgeschichte von 1978 bis 1984 an der Universität Basel und von 1985 bis 1988 an der Ludwig-Maximilians-Universität München sowie an der Kommission für Alte Geschichte und Epigraphik. 1987 promovierte er in Basel mit einer Arbeit zum Thema „Das Volkstribunat der späten römischen Republik“. Anschließend arbeitete er als wissenschaftlicher Assistent am Antikenmuseum Basel und Sammlung Ludwig und als Leiter der Skulpturhalle Basel. Von 1992 bis 2000 war Thommen wissenschaftlicher Assistent am Seminar für Alte Geschichte der Universität Basel. 1995/96 wirkte er als Junior Fellow am Center for Hellenic Studies in Washington, D.C.
1995 habilitierte er sich in Basel mit der Arbeit „Lakedaimonion politeia. Die Entstehung der spartanischen Verfassung“. 2002 wurde er wissenschaftlicher Angestellter an der Universität Mannheim. Von 2002 bis 2004 war Thommen Mitarbeiter des Nationalfonds-Projektes „Quellen zur Geschichte des Partherreiches“.
Seit 2004 lehrt er am Historischen Seminar der Universität Zürich als Wissenschaftlicher Mitarbeiter im Range eines Professors. Gastlehraufträge führten ihn an die Universität Bern. Seit 1996 ist er zudem als Lehrbeauftragter für Alte Geschichte und im Rahmen des interfakultären Programmes „Mensch-Gesellschaft-Umwelt“ an der Universität Basel tätig.
Thommens Forschungsschwerpunkte sind die Verfassungs- und Sozialgeschichte des archaischen und klassischen Griechenland – insbesondere Spartas – sowie der Römischen Republik, die Körpergeschichte, die Umweltgeschichte und der Hellenismus im Vorderen Orient.

## Schriften
- Das Volkstribunat der späten römischen Republik (= Historia. Einzelschriften. Band 59). Franz Steiner, Stuttgart 1989, ISBN 3-515-05187-2.
- Lakedaimonion politeia. Die Entstehung der spartanischen Verfassung (= Historia. Einzelschriften. Band 103). Franz Steiner, Stuttgart 1996, ISBN 3-515-06918-6.
- Sparta. Verfassungs- und Sozialgeschichte einer griechischen Polis. Metzler, Stuttgart/Weimar 2003 ISBN 3-476-01964-0 (Rezension bei Sehepunkte von Jan Timmer)
  - 2., erweiterte Auflage. Stuttgart 2017.
- als Herausgeber mit Andreas Luther und Mischa Meier: Das Frühe Sparta. Franz Steiner, Stuttgart 2006, ISBN 3-515-08635-8.
- Antike Körpergeschichte. UTB, Stuttgart 2007, ISBN 978-3-8252-2899-6.
- Umweltgeschichte der Antike. C. H. Beck, München 2009, ISBN 978-3-406-59197-6.
- Griechische und lateinische Texte. In: Ursula Hackl, Bruno Jacobs, Dieter Weber (Hrsg.): Quellen zur Geschichte des Partherreiches. Textsammlung mit Übersetzungen und Kommentaren. Band 2: Griechische und lateinische Texte; Parthische Texte; Numismatische Evidenz (= Novum testamentum et orbis antiquus. Band 84). Vandenhoeck & Ruprecht, Göttingen 2010, ISBN 978-3-525-53387-1, S. 1–491.
- Die Wirtschaft Spartas. Franz Steiner, Stuttgart 2014, ISBN 978-3-515-10675-7.
- Archaisches und klassisches Griechenland. Kohlhammer, Stuttgart 2019, ISBN 978-3-17-031944-8.
- Die römische Republik. Kohlhammer, Stuttgart 2021, ISBN 978-3-17-040116-7.